# 巴勃罗·埃切尼克
巴勃罗·埃切尼克·罗瓦（西班牙語：Pablo Echenique Robba，1978年8月28日—）是阿根廷裔西班牙物理学家、政治人物。

## 早年
1978年8月28日出生于阿根廷聖大非省的罗萨里奥。年幼时患发脊髓性肌肉萎縮症，13岁时跟随家人移居西班牙。他们定居在阿拉贡萨拉戈萨。在经过治疗后，埃切尼克身高只有156厘米，依靠轮椅代步。2002年从沙拉哥薩大學本科毕业后选择继续深造，4年后以一篇关于蛋白质的论文获得物理学博士学位。之后，他在西班牙高等科学研究理事会萨拉戈萨分院从事科研工作。2012年8月9日与来自委内瑞拉的大学同学玛丽亚·亚历杭德拉·内洛结婚。
2012年12月，他在电子报《日报》上发表文章，开始为残疾人发声。

## 政治生涯
2014年1月，“我們能”成立，巴勃罗·埃切尼克是最早一批成员。在2014年欧洲议会选举中，“我們能”党虽然才成立了4个月，却取得了5个議員席位。巴勃罗·埃切尼克是当选人之一。2015年至2017年，他是阿拉贡自治区议会议员。
在2019年西班牙大選中，他成功当选眾議院议员，並成為該黨在眾議院的領袖。

## 关联人物
- 史蒂芬·霍金
- 佩德罗·米格尔·埃切尼克
- 巴勃罗·伊格莱西亚斯·图里翁